# 비관
비관(費觀, ? ~ ?)은 후한 말기부터 삼국 시대까지 활약한 촉한의 무장으로, 자는 빈백(賓伯)이며, 형주 강하군 맹현(鄳縣) 사람이다.

## 행적
익주목 유장의 인척으로, 그의 어머니는 비관의 재당고모이며, 유장의 딸과 결혼해 유장의 사위이면서 비의의 족부이다.
213년, 이엄과 함께 면죽관에서 유비와 싸우다가 이엄과 함께 항복했으며, 유비가 익주를 평정한 후에는 비장군에 임명되었다가 파군태수, 강주도독을 역임했다.
223년, 도정후에 봉해지면서 진위장군(振威將軍)이 더해졌다.
이후 37세의 나이로 요절했다.
《계한보신찬(季漢輔臣贊)》에 따르면, 그의 사적은 산실되어 전을 만들지 못했다고 하며, 재간이 있고 문무는 감탄할 만하다고 했다. 관직에 있을 때 임무를 잘 수행하고 당당하면서 말을 잘 해 자주 거론되었으며, 재산 증식을 많이 꾀하면서도 많이 베풀고 인의와 공덕이 지극했다고 한다.
또 사람과의 교제에 뛰어났으며, 자존심이 강해서 자신과 나이·지위가 비슷한 사람과 교류하지 않는 이엄보다는 20여 세 적었지만, 마치 동년배인 양 친밀하게 왕래했다.

## 《삼국지연의》 속 비관
삼국지연의에서는 유장의 처남으로 낙성이 함락된 후에 유장의 명령으로 이엄과 함께 3만을 이끌고 면죽관을 지켰으며, 면죽관에서 이엄이 제갈량의 계책에 걸려 위험에 빠지면서 촉군에 항복했고, 이엄이 항복 사자로 파견되어 설득하자 유비군에게 항복했다.

## 가계

### 관련 인물
비의　유장